# Teenage Bounty Hunters
Teenage Bounty Hunters ist eine US-amerikanische Fernsehserie des Video-on-Demand-Anbieters Netflix, die am 14. August 2020 veröffentlicht wurde.
Im Oktober 2020 setzte Netflix die Serie nach einer Staffel ab.

## Handlung
Bei einer unerlaubten nächtlichen Ausfahrt mit dem Geländewagen ihres Vaters verursachen die Zwillingsschwestern Sterling und Blair Wesley einen 5000 Dollar teuren Karosserieschaden. Um die Reparatur bezahlen zu können, drängen sie sich dem Kopfgeldjäger Bowser Jenkins als Praktikantinnen auf und jobben zur Tarnung in seiner Frozen-Yogurt-Eisdiele. Für zusätzliche Verwicklungen sorgt unter anderem ihr aufkeimendes Liebesleben im elitären Umfeld ihrer streng religiösen Privatschule im konservativen Süden der USA.

## Besetzung und Synchronisation
| Rolle           | Schauspieler                | Synchronsprecher (deutsch) |
| Hauptdarsteller | Hauptdarsteller             | Hauptdarsteller            |
| --------------- | --------------------------- | -------------------------- |
| Sterling Wesley | Maddie Phillips             | Sarah Tkotsch              |
| Blair Wesley    | Anjelica Bette Fellini      | Jelena Baack               |
| Bowser Jenkins  | Kadeem Hardison             | Detlef Bierstedt           |
| Debbie Wesley   | Virginia Williams           | Diana Borgwardt            |
| Nebendarsteller |                             |                            |
| Luke Creswell   | Spencer House               | Adam Nümm                  |
| Anderson Wesley | Mackenzie Astin             | Nils Nelleßen              |
| Ezequiel        | Eric Graise                 | Felix Isenbügel            |
| Ellen Johnson   | Wynn Everett                | Mareile Moeller            |
| April Stevens   | Devon Hales                 | Moira May                  |
| Hannah B.       | Charity Cervantes           | Hanna Hilsdorf             |
| Miles Taylor    | Myles Evans                 | Kaze Uzumaki               |
| Cathy           | Carolyn Jones Ellis         | Judith Steinhäuser         |
| Terrance Coin   | Clifford Smith (Method Man) | Peter Sura                 |
| Yolanda Carrion | Shirley Rumierk             | Annabelle Mandeng          |
| Horny Lorna     | Given Sharp                 | Helen Blaschke             |
| Franklin        | Jacob Rhodes                | Philip Süß                 |

## Episodenliste
| Nr.                                                                          | Deutscher Titel                  | Originaltitel                   | Regie               | Drehbuch         |
| ---------------------------------------------------------------------------- | -------------------------------- | ------------------------------- | ------------------- | ---------------- |
| 1                                                                            | Daddys Truck                     | Daddy's Truck                   | Jesse Peretz        | Kathleen Jordan  |
| 2                                                                            | Was ist ein Jennings             | What's a Jennings               | Mark A. Burley      | Robert Sudduth   |
| 3                                                                            | So müssen sich die Dummen fühlen | This Must Be How Dumb Kids Feel | Andrew DeYoung      | Shane Kosakowski |
| 4                                                                            | Das Gegenteil von Bodenständig   | Basically Pluto                 | Lauren Morelli      | Aziza Barnes     |
| 5                                                                            | Tot ist schlecht                 | Death Is Bad                    | Rebecca Asher       | Zoë Jarman       |
| 6                                                                            | Immer die Gewinnerin             | Master Debater                  | Angela Barnes Gomes | Earl Davis       |
| 7                                                                            | Rummachen oder so                | Cleave or Whatever              | ADiego Velasco      | Megan King Kelly |
| 8                                                                            | Telenovela-Niveau                | From Basic to Telenovela        | Stephanie Laing     | Tara Herrmann    |
| 9                                                                            | Unser Schinken ist gut           | Our Ham is Good                 | Stephen Falk        | Jenji Kohan      |
| 10                                                                           | Schnitzeljagd                    | Something Sour Patch            | Nick Sandow         | Kathleen Jordan  |
| Alle Episoden wurden am 14. August 2020 weltweit auf Netflix veröffentlicht. |                                  |                                 |                     |                  |

## Produktion
Die Serie hatte ursprünglich den Titel Slutty Teenage Bounty Hunters, wurde dann aber in Teenage Bounty Hunters umbenannt.
Die Serie wurde von Juli bis Oktober 2019 in Atlanta gefilmt.

## Rezeption
Die Website des Filmkritik-Aggregators Rotten Tomatoes ermittelte für die erste Staffel eine Zustimmung von 93 % mit einer durchschnittlichen Bewertung von 7,23/10, basierend auf 30 Rezensionen.